# La condizione umana (romanzo)
La condizione umana (orig. La Condition humaine) è un romanzo di André Malraux pubblicato nel 1933. Lo stesso anno, il libro vinse il Premio Goncourt.

## Trama
I rivoluzionari Chen, Kyo (con suo padre Gisors) e Katov organizzano la rivolta nella città cinese di Shanghai. Non solo si evidenzia una situazione storica quale la rivolta e la lotta tra le varie fazioni, ma in ciascuno traspare una filosofia di vita, le problematiche scaturite dalle azioni commesse e la morte per qualcosa in cui si crede: una morte attiva e non un lasciarsi morire passivo. L'unico ad essere ucciso è Katov, che darà la propria parte di cianuro a due compagni stremati dalla paura di essere bruciati vivi.

## Edizioni
- La condition humaine, Paris, Gallimard, 1933.
- La condizione umana, traduzione di Antonio Radames Ferrarin, Milano-Roma, Bompiani, 1934-2017.
- La condizione umana, traduzione di Stefania Ricciardi, a cura di S. Barillari, Collana Classici contemporanei, Milano-Firenze, Bompiani, 2018, ISBN 978-88-452-9853-0.